# Réalité mixte
Pour les articles homonymes, voir MR et RM.

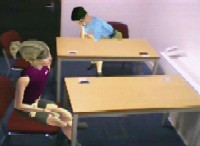
Un exemple de réalité mixte, montrant des personnages virtuels mélangés dans un flux en direct du monde réel.

La réalité mixte (RM ; en anglais : mixed reality, MR) est la fusion de mondes réels et virtuels pour produire de nouveaux environnements et visualisations, où les objets physiques et numériques coexistent et interagissent en temps réel. La réalité mixte ne se déroule pas exclusivement dans le monde physique ou virtuel, mais est un hybride de réalité et de réalité virtuelle, englobant à la fois la réalité augmentée et la virtualité augmentée par le biais de la technologie immersive.
Le premier système de réalité mixte immersif offrant une vue, un son et un toucher enveloppants a été la plateforme Virtual Fixtures, développée en 1992 aux laboratoires Armstrong de l'armée de l'air américaine. Le projet a démontré que la performance humaine pouvait être considérablement amplifiée, en superposant des objets virtuels enregistrés dans l'espace à la vue directe d'une personne sur un environnement physique réel.